# Полёт кондора

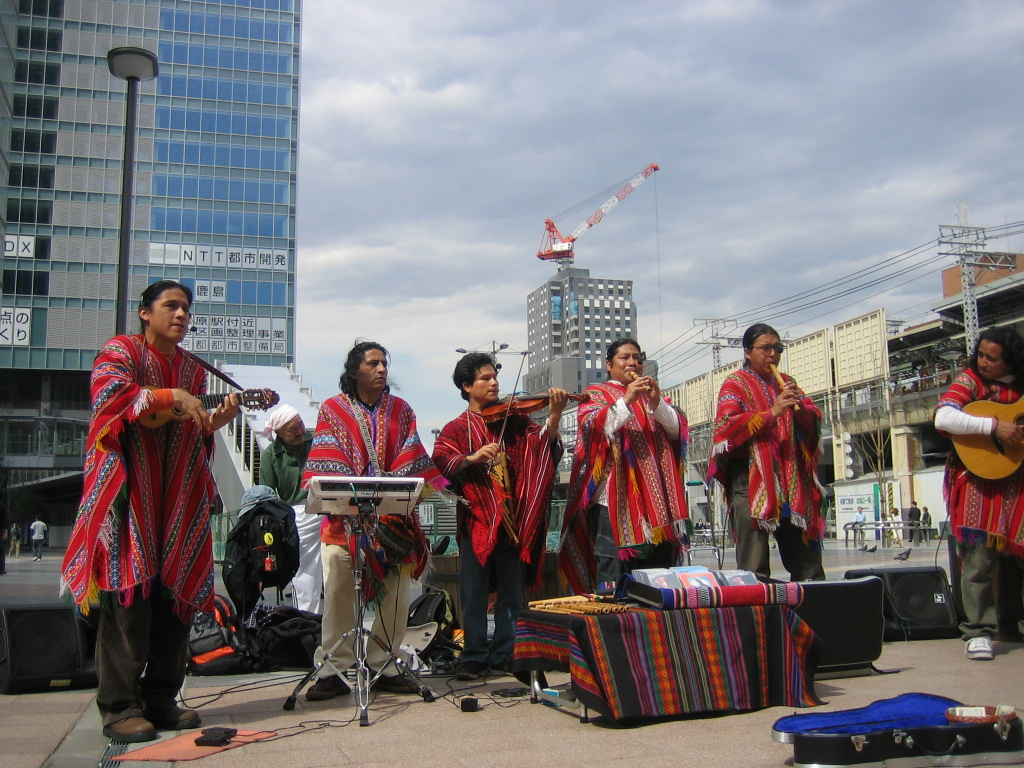
Коллектив из Перу исполняет «Полёт кондора» на улице Токио

«Полёт кондора» (исп. El cóndor pasa) — песня из одноимённой сарсуэлы, написанная перуанским композитором Даниэлем Роблесом в 1913 году на мотив традиционных народных мелодий жителей Анд.
В 1960-х годах группа Los Incas выступила с «Полётом кондора» в Париже, где её услышал Пол Саймон, написавший свою версию с новыми словами. Песня стала широко известна благодаря выходу в альбоме Саймона и Гарфанкела Bridge over Troubled Water в 1970 году под названием «El Condor Pasa (If I Could)».
Пол Саймон был уверен, что песня является народной, однако после выхода альбома сын Даниэля Роблеса доказал авторские права своего отца на неё. Варианты песни «Полёт кондора» есть на разных языках и присутствуют в репертуаре различных групп и исполнителей. Также песня неоднократно исполнялась и в инструментальном варианте.
В 2004 году песня «Полёт кондора» была признана национальным достоянием и культурным наследием Перу.